# 17563 Tsuneyoshi
17563 Tsuneyoshi (1994 CC1) là một tiểu hành tinh vành đai chính được phát hiện ngày 5 tháng 2 năm 1994 bởi Yoshio Kushida và Osamu Muramatsu ở đài thiên văn Nam Yatsugatake.